# Station Ketapang Banyuwangi
Ketapang (voormalig Banyuwangi Baru) is een spoorwegstation in Banyuwangi in de Indonesische provincie Oost-Java.
Het station ligt in de nabijheid van de haven, van waaruit de veerboot naar Bali vertrekt.
Het stationsnaam was 1 december 2019 gewijzigd.

## Bestemmingen

### Bisnis
- Mutiara Timur : Station Surabaya

### Ekonomi
- Sri Tanjung : Station Yogyakarta
- Tawang Alun : Station Malang
- Probowangi : Station Probolinggo
- Pandanwangi : Station Jember